# جزيرة أبو شجرة (ميدي)

تعديل مصدري - تعديل

جزيرة أبو شجرة هي إحدى جزر مديرية ميدي التابعة لمحافظة حجة.